# Naționalism
Naționalismul este o ideologie sau o mișcare care susține că națiunea ar trebui să fie congruentă cu statul. Ca mișcare, aceasta presupune existența și tinde să promoveze interesele unei anumite națiuni, în special cu scopul de a obține și menține suveranitatea (autoguvernarea) asupra teritoriului perceput ca patrie pentru a crea un stat național. Naționalismul afirmă că fiecare națiune ar trebui să se autoguverneze, fără interferențe externe (autodeterminare), că națiunea este baza naturală și ideală a unei politii, și că națiunea este singura sursă legitimă de putere politică. De asemenea, urmărește construirea și menținerea unei identități naționale unice, bazate pe o combinație de caracteristici sociale comune, precum cultura, etnia, localizarea geografică, limba, politica (sau guvernul), religia, tradițiile și credința într-o istorie singulară comună, promovând totodată unitatea sau solidaritatea națională. Există diverse definiții ale „națiunii”, ceea ce duce la diferite tipuri de naționalism. Cele două forme principale divergente sunt naționalismul etnic și naționalismul civic.
Valoarea morală a naționalismului, relația dintre naționalism și patriotism, precum și compatibilitatea dintre naționalism și cosmopolitism sunt subiecte de dezbatere filosofică. Naționalismul poate fi combinat cu diverse scopuri politice și ideologii, precum conservatorismul (conservatorism național și populism de dreapta) sau socialismul (naționalism de stânga). În practică, naționalismul este perceput în funcție de ideologia și rezultatele sale ca fiind pozitiv sau negativ. Naționalismul a fost o trăsătură a mișcărilor pentru libertate și dreptate, a fost asociat cu renașteri culturale, și a încurajat mândria față de realizările naționale. Totuși, a fost folosit și pentru a legitima diviziuni rasiale, etnice și religioase, sau pentru a suprima sau ataca minoritățile, pentru a submina drepturile omului și tradițiile democratice, și pentru a declanșa războaie, fiind frecvent citat ca o cauză a ambelor Războaie Mondiale.

## Etimologie
Naționalismul se deosebește de patriotism prin referința juridică și ideologia politică: naționalismul definește comunitățile istorico-lingvistice și tinde a constitui state etnice, bazate pe jus sanguinis, în timp ce patriotismul definește națiunile prin apartenența la un teritoriu comun, pe baza jus soli, indiferent de origini și limbi (exemplu: Elveția).

## Tipuri de naționalism

### Naționalismul civic și liberal
Naționalismul civic definește națiunea ca o asociere de persoane care se identifică ca făcând parte din națiune, având drepturi politice egale și loialitate față de proceduri politice similare. Conform acestui principiu, națiunea nu este bazată pe strămoși etnici comuni, ci este o entitate politică. Ernest Renan a descris această idee în prelegerea sa din 1882, „Ce este o națiune?”, definind națiunea ca un „plebiscit zilnic” bazat pe voința oamenilor de a trăi împreună.
Naționalismul civic este asociat cu naționalismul liberal, care promovează valori precum libertatea, toleranța, egalitatea și drepturile individuale. Ernest Renan și John Stuart Mill sunt considerați susținători timpurii ai naționalismului liberal. Aceștia susțin că identitatea națională este esențială pentru o viață autonomă și pentru buna funcționare a democrației liberale.
Naționalismul civic, bazat pe raționalism și liberalism, contrastează cu naționalismul etnic. A apărut în state multietnice, precum SUA, Franța sau monarhii constituționale ca Marea Britanie, Belgia și Spania, oferind un motiv comun pentru unitate, indiferent de diferențele etnice sau confesionale. Renan considera că factori precum etnia, limba, religia sau istoria nu sunt suficienți, fiind necesar un „suflet spiritual” exprimat printr-un „plebiscit zilnic”.

### Naționalismul etnic
Naționalismul etnic, cunoscut și sub denumirea de etno-naționalism, este o formă de naționalism în care „națiunea” este definită în termeni de etnie. Tema centrală a naționaliștilor etnici este că „națiunile sunt definite de un patrimoniu comun, care include de obicei o limbă comună, o credință comună și o origine etnică comună”. Aceasta include și idei despre o cultură împărtășită între membrii grupului și strămoșii lor. Este diferit de o definiție pur culturală a „națiunii,” care permite oamenilor să devină membri ai unei națiuni prin asimilare culturală; și de o definiție pur lingvistică, conform căreia „națiunea” este alcătuită din toți vorbitorii unei limbi specifice.
Deși naționalismul, în sine, nu implică o credință în superioritatea unei etnii sau țări față de altele, unii naționaliști susțin supremația etnocentrică sau protecționismul.
Datorită umilinței de a fi cetățean de rang secundar, minoritățile regionale din statele multietnice (Marea Britanie, Spania, Franța, Germania, Rusia, Imperiul Otoman) au definit naționalismul în termeni de loialitate față de cultura lor minoritară, în special de limbă și religie. Asimilarea forțată fiind văzută ca o anatemă.
Pentru grupul cultural dominant politic, asimilarea era necesară pentru a minimiza trădarea și neascultarea și, prin urmare, a devenit o componentă majoră a naționalismului. Un al doilea factor pentru grupul dominant politic era competiția cu statele vecine—naționalismul implica o rivalitate, în special în termeni de putere militară și forță economică.

### Naționalismul economic
Naționalismul economic, sau patriotismul economic, este o ideologie care favorizează intervenționismul statului în economie, cu politici care subliniază controlul intern al economiei, al muncii și al formării capitalului, chiar dacă acest lucru necesită impunerea de tarife și alte restricții asupra mișcării muncii, bunurilor și capitalului.

### Naționalismul rasial
Naționalismul rasial este o ideologie care susține o definiție rasială a identității naționale. Naționalismul rasial urmărește să păstreze o anumită rasă prin politici precum interzicerea amestecului rasial și imigrarea altor rase. Ideile sale tind să fie în conflict direct cu cele ale anti-rasismului și multiculturalismului. Exemple specifice sunt naționalismul negru și naționalismul alb.

### Naționalismul religios
Naționalismul religios este relația dintre naționalism și o anumită credință religioasă, dogmă sau afiliere, în care o religie comună poate contribui la un sentiment de unitate națională, un legământ comun între cetățenii națiunii. Exemple: naționalismul islamic pan-arab, naționalismul israelian (evreesc) etc.

### Naționalismul romantic
Naționalismul romantic s-a dezvoltat mai ales pe plan cultural-artistic prin reînvierea momentelor de glorie din trecutul fiecărui popor și ocrotirea tradițiilor, datinilor și obiceiurilor populare. Giuseppe Mazzini și Garibaldi au fost promotori ai unificării Italiei și ai ideii de naționalism cultural. Cei doi au luptat pentru unificarea Italiei pe plan cultural la început, apoi și pe plan politic, și simultan au promovat, pe planul social, desființarea privilegiilor bisericești sau aristocratice din cele opt state din Italia.

### Ultranaționalismul
Mișcările de extremă dreaptă precum fascismul și nazismul au asociat naționalismul cu o viziune biologică asupra „neamului” și au promovat idei xenofobe ori ca element programatic, ori ca formă de propagandă. În secolul al XX-lea interpretarea eronată a anumitor date științifice din acea epocă (privind biologia speciei umane Homo sapiens, antropologia și ereditatea) și amestecul acestor interpretări cu naționalismul, a produs ultranaționalismul, concretizat prin mișcări de extremă dreaptă ca fascismul sau nazismul, care socoteau „neamul” ca un „organism biologic”.

### Naționalismul patriotic
Promovează națiunea fără a exclude minoritățile conlocuitoare, spre deosebire de naționalismul șovin sau xenofob.
Raportat la specificul românesc, naționalismul șovin și antiromânesc din anumite țări folosește faptul că vorbitorii limbii române din afara României nu aparțin națiunii politice române (adică nu posedă cetățenia română) pentru a implementa ideea (atât la oamenii locului, cât și în opinia internațională) că aceștia nu ar aparține neamului (etniei și sferei culturale și istorice românești), mergându-se până la negarea faptului că au aceleași origini și că vorbesc aceeași limbă.

## Științe politice
Mulți oameni de știință politică au pus la punct teoriile despre bazele statului național modern și despre conceptul de suveranitate. Conceptul de naționalism în știința politică are la bază aceste teorii fundamentale. Filozofi precum Machiavelli, Locke, Hobbes și Rousseau au conceptualizat statul ca rezultat al unui „contract social” între conducători și indivizi. Weber oferă definiția cea mai frecvent utilizată a statului, „comunitatea umană care se pronunță cu succes asupra monopolului violenței fizice legitime într-un anumit teritoriu”. Potrivit lui Benedict Anderson, națiunile sunt "Comunități Imaginate" sau instituții construite social.

## Naționalismul european interbelic și postbelic
Ideile naționaliste au apărut inevitabil la sfârșitul secolului XVIII, odată cu dezvoltarea europeană a ideologiilor de emancipare națională care susțineau și luptau pentru dezvoltarea națiunilor moderne, mai ales acolo unde popoarele autohtone trăiau de mult timp în teritorii aflate sub stăpânire străină, nefiind suverane. Aceste mișcări au condus la apariția unor state noi precum Germania, Italia, România.
În a doua treime a secolului XX, naționalismul european promovat își pierde înțelesul inițial și tinde către ultra-naționalism și extremism, caracterizat prin rasism și xenofobie, cu precădere în statele cu regim dictatorial, conduse de partide fasciste. În Europa, la jumătatea secolului, cel de-Al Doilea Război Mondial se încheie prin prăbușirea puterilor ultra-naționaliste și prin preluarea parțială a naționalismului de către regimurile comuniste, în care neamul și patria se confundă cu poporul muncitor și glia, xenofobia adresându-se de acum încolo nu minorităților conlocuitoare sau popoarelor vecine, ci unor cercuri, dar, prin extensie, și unor cetățeni din tabăra imperialistă cu care doar autoritățile aveau dreptul să aibă contacte (strict controlate). Acest nou naționalism roșu păstrează însă ideea că dreptul neamului justifică negarea drepturilor cetățenilor, și că națiunea trebuie să fie condusă ferm de un lider necontestat și glorificat. Abia la sfârșitul secolului XX, prăbușirea comunismului și extinderea Uniunii Europene încep să șteargă din naționalism aspectele intolerante și antidemocratice, în ciuda anumitor politicieni sau lideri culturali care continuă să promoveze un naționalism xenofob.

### Ideologi
- Giuseppe Garibaldi
- Giuseppe Mazzini
- Charles Maurras

## Naționalismul în România
Ideile naționaliste în România, specifice evoluției istorice din Europa de la sfârșitul secolului XVIII, au însoțit apariția statului modern românesc.
Naționalismul romantic în România a apărut în secolul XIX și s-a manifestat atât în principatele române, cât și în provinciile aflate sub dominație străină. Echivalentul românesc pe plan literar al mișcării italiene Risorgimento a fost mișcarea literar-politică "Deșteptătorii neamului", în frunte cu poetul Vasile Alecsandri, ce milita pentru emanciparea națională a românilor și avea un caracter patriotic. Acest naționalism romantic era caracterizat prin grija pentru reconstrucția valorilor trecutului, importanța acordată originii latine și istoriei naționale, promovarea tradițiilor, obiceiurilor și datinilor naționale; pe latura socială, ideologiile mișcărilor românești de emancipare națională promovau desființarea privilegiilor tradiționale ale celor de alte etnii, din statele în care trăiau românii, și egalitatea românilor de pretutindeni, atât cu minoritățile conlocuitoare (în general dominante, cu excepția romilor, bulgarilor, rutenilor sau lipovenilor), cât și între ei.

### Ideologi
- Nicolae Densușianu
- Iosif Constantin Drăgan
- Ion Antonescu
- Constantin Rădulescu-Motru
- Corneliu Zelea Codreanu
- Octavian Goga
- Nicolae Ceaușescu
- Corneliu Vadim Tudor

## Lecturi ulterioare
- Baycroft, Timothy. Nationalism in Europe 1789–1945 (1998), textbook; 104 pp.
- Breuilly, John (1994). Nationalism and the State (ed. 2nd). University of Chicago Press. ISBN 978-0-226-07414-6.
- Breuilly, John, ed. The Oxford handbook of the history of nationalism (Oxford UP, 2013).
- Brubaker, Rogers (1996). Nationalism Reframed: Nationhood and the National Question in the New Europe. Cambridge UP. ISBN 978-0-521-57224-8.
- Day, Graham (2004). Theorizing Nationalism. Palgrave. ISBN 978-0-333-96265-7.
- De Benoist, Alain (2004). „On Identity”. Telos. 2004 (128).
- Gellner, Ernest. Nations and Nationalism (2nd ed. 2009).
- Gerrits, Nationalism in Europe since 1945 (2015).
- Greenfeld, Liah (1992). Nationalism: Five Roads to Modernity. Harvard University Press. ISBN 978-0-674-60318-9.
- Guibernau, Montserrat 2007 (The Identity of Nations) Polity Press, Cambridge UK
- Guibernau, Montserrat  2013 (Belonging: solidarity and division in modern societies) Polity Press, Cambridge
- Jusdanis, Gregory (2001). The Necessary Nation. Princeton UP. ISBN 978-0-691-07029-2.
- Kingston, Jeff.  Nationalism in Asia: A History Since 1945 (2016).
- Kohn, Hans. Nationalism: Its Meaning and History (1955) 192 pp, with primary sources online
- Kramer, Lloyd. Nationalism in Europe and America: Politics, Cultures, and Identities since 1775 (2011). excerpt
- Malesevic, Sinisa (2006). Identity As Ideology: Understanding Ethnicity and Nationalism. Palgrave Macmillan. ISBN 978-1-4039-8786-0.
- Malesevic, Sinisa (2013). Nation-States and Nationalisms:Organization, Ideology and Solidarity. Polity. ISBN 978-0-7456-5339-6.
- Malesevic, Sinisa (2019). Grounded Nationalisms. Cambridge University Press.
- Miscevic, Nenad (1 iunie 2010). Nationalism. Stanford Encyclopedia of Philosophy. Stanford University.
- „Nations and Nationalism”. Harvard Asia Pacific Review. 11 (1). 2010. ISSN 1522-1113.
- Özkirimli, Umut (2010). Theories of Nationalism: A Critical Introduction (ed. 2nd). Palgrave Macmillan. ISBN 978-0-230-57732-9.
- Smith, Anthony D. (1981). The Ethnic Revival in the Modern World. Cambridge: Cambridge University Press. ISBN 9780521232678.
- Smith, Anthony D. (1995). Nations and Nationalism in a Global Era. Cambridge: Polity Press. ISBN 9780745610191.
- Smith, Anthony D. (2000). The Nation in History: Historiographical Debates about Ethnicity and Nationalism. Hanover: University Press of New England. ISBN 9781584650409.
- Smith, Anthony D. (2010) [2001]. Nationalism: Theory, Ideology, History (ed. 2.). Cambridge: Polity Press. ISBN 9780745651279.
- Smith, Anthony D. (2009). Ethno-symbolism and Nationalism: A Cultural Approach. London and New York: Routledge. ISBN 9781135999483.
- Smith, Anthony D. (2013). The Nation Made Real: Art and National Identity in Western Europe, 1600-1850. Oxford: Oxford University Press. ISBN 9780199662975.
- Spira, Thomas, ed. (1999). Nationalism and Ethnicity Terminologies: An Encyclopedic Dictionary and Research Guide. Gulf Breeze, FL: Academic International Press. ISBN 978-0-87569-205-0. Arhivat din original la 16 martie 2009. Accesat în 8 iunie 2020.
- White, Philip L.; White, Michael Lee (2008). „Nationality: The History of a Social Phenomenon”. Nationality in World History.